# Lijst van schilderijen in het Centraal Museum/O
Lijst van schilderijen in het Centraal Museum met werken van schilders van wie de achternaam begint met de letter O. Vermeldingen in het grijs geven aan dat het werk geen deel meer uitmaakt van de collectie van het Centraal Museum, bijvoorbeeld omdat het in bruikleen gegeven is aan een andere instelling of omdat het teruggegeven is aan de bruikleengever.
| Inventarisnummer | Toeschrijving                              | Titel | Datering      | Afbeelding |
| ---------------- | ------------------------------------------ | --- | ------------- | ---------- |
| 21858            | Wim Oepts                                  | Plantanen | 1941          |            |
| 26893            | Mai van Oers                               | Dinding Mati | 1989          |            |
| 27474            | Mai van Oers                               | Zonder titel | 1991          |            |
| 27475            | Mai van Oers                               | Zonder titel | 1992          |            |
| 27476            | Mai van Oers                               | Zonder titel | 1992          |            |
| 27477            | Mai van Oers                               | Zonder titel | 1992          |            |
| 27929            | Mai van Oers                               | Zonder titel | 1994          |            |
| 25743            | Erik Oldenhof                              | Zonder titel | 1984          |            |
| 29328            | Josef Ongenae                              | BRG 1 | 1957          |            |
| 28725            | Josef Ongenae                              | Lijnbaan | 1965-1966     |            |
| 27305            | Johan van Oord                             | Compositie 19 A/12 | 1987          |            |
| 28044            | Johan van Oord                             | 123.7 | 1995          |            |
| 28043            | Johan van Oord                             | 125.10 | 1995          |            |
| 2330             | Hendrik van Oort                           | De Wittevrouwensingel bij de Wittevrouwenpoort in Utrecht                                                                | 1816          |            |
| 2329             | Hendrik van Oort                           | Het Munsterkerkhof met omgeving in Utrecht Zie Het Munsterkerkhof met omgeving en De Pausdam en Achter de Dom in Utrecht | Ca. 1820      |            |
| 2333             | Hendrik van Oort                           | De Pausdam en Achter de Dom in Utrecht Zie Het Munsterkerkhof met omgeving en De Pausdam en Achter de Dom in Utrecht     | Ca. 1820      |            |
| 2332             | Hendrik van Oort                           | De Tolsteegpoort en omgeving te Utrecht                                                                                  | Ca. 1830      |            |
| 2331             | Hendrik van Oort                           | De Oudegracht te Utrecht                                                                                                 | 1838          |            |
| 2328             | Pieter van Oort                            | Het kloosterhof bij de Dom te Utrecht                                                                                    | 1824          |            |
| 2327             | Pieter van Oort                            | De kloostergang van de Dom te Utrecht                                                                                    | Ca. 1824      |            |
| 7647             | Herman van Oosterzee                       | Landschap bij Epen (Zuid-Limburg)                                                                                        | Ca. 1920      |            |
| 7648             | Herman van Oosterzee                       | Maansikkel op de Maarnse Hoogte                                                                                          | 1930          |            |
| 27855            | Atelier van Jacob Cornelisz. van Oostsanen | De kruisiging | Ca. 1515-1520 |            |
| 10229            | Atelier van Jacob Cornelisz. van Oostsanen | De aanbidding van Christus                                                                                               | Ca. 1515      |            |
| 2326             | Simon Opzoomer                             | Het verzoek om genade voor Reinier van Oldenbarnevelt aan prins Maurits in 1623                                          | Ca. 1848      |            |
| 2325             | Willem Ormea                               | Visstilleven en zeegezicht                                                                                               | 1641          |            |
| 29810            | Willem Ormea en Adam Willaerts             | Visstilleven met strandgezicht                                                                                           | 1657          |            |
| 12219            | Jan van Os                                 | Stilleven met bloemen en vruchten                                                                                        | 1775-1800     |            |
| 22306            | Pieter Gerardus van Os                     | De aankomst van de kozakken in Utrecht in 1813                                                                           | 1816          |            |
| 10211            | Folpert van Ouden Allen                    | De Dom te Utrecht, gezien vanuit de Korte Nieuwstraat                                                                    | 1655          |            |
| 2582             | Folpert van Ouden Allen                    | De Dom te Utrecht, gezien vanuit de Korte Nieuwstraat                                                                    | Ca. 1655      |            |
| 20544            | Isaac Ouwater                              | De Stadhuisbrug met omgeving te Utrecht Zie De Stadhuisbrug met omgeving en het Janskerkhof te Utrecht                   | 1779          |            |
| 20545            | Isaac Ouwater                              | Het Janskerkhof te Utrecht Zie De Stadhuisbrug met omgeving en het Janskerkhof te Utrecht                                | 1779          |            |
| 20897            | Isaac Ouwater                              | De Sint Jacobskerk te Utrecht                                                                                            | 1780          |            |
| 21857            | David Oyens                                | Mand met appelen | 1896          |            |